# Мафичност
Мафичност је израз којим се у минералогији и геологији означавају силикатни минерали, магма, лава и стене са великим уделом магнезијума и жељеза, али и значајним концентрацијама калцијума. Сам израз је изведен из имена два главна елемента − магнезијума (лат. magnesium) и жељезо (лат. ferrum).
Већина мафичних минерала је тамније боје и има густину већу од 3 г/цм³, а најгушћи међу њима су оливин, пироксен, амфиболи и биотит, док се међу стенама издвајају базалт и габро. Мафична лава се због веће густине тако одликује много мањом вискозношћу, а најпознатији вулкани са лавом тог типа су штитасти вулкани на Хавајима, те вулкани на Исланду. 